# アドリアティック・カレッジ
ユナイテッド・ワールド・カレッジ・オブ・ジ・アドリアティック（United World College of the Adriatic、略称UWCAd）、あるいはUWCアドリアティック・カレッジは、イタリア北東部トリエステ近郊のドゥイーノ（フリウリ＝ヴェネツィア・ジュリア州トリエステ県）にある2年制のインターナショナル・スクール。
国際バカロレア資格の教育課程に基づく国際教育組織ユナイテッド・ワールド・カレッジ（UWC）の一校。
創立は1982年。約80カ国から選抜された約200名の学生が学ぶ。およそ25%の学生はイタリア出身者で占められ、それ以外の学生にも原則としてイタリア語の学習が必修となっているのも同校の特徴のひとつ。

## 出身者
- カレン・モク
- ギラード・ツッカーマン (Ghil’ad Zuckermann)